# 豊田市立五ケ丘東小学校
豊田市立五ケ丘東小学校（とよたしりつ いつつがおかひがししょうがっこう）は、愛知県豊田市五ケ丘にある公立小学校。

## 概要
- 五ケ丘6-8丁目、五ケ丘（猿口、鳥立）、志賀町（桐山の一部、浜居場の一部）松平志賀町（石亀の一部、萩田）が校区である。公立中学校に進学する場合は豊田市立益富中学校へ進学する [1]。

## 沿革
- 1990年（平成2年）4月 - 豊田市立五ケ丘小学校から分離し、開校。

## ビオトープ
当校は自然と人との共生をめざすふるさと"五東(ごとう)の里"「五東小わくわくビオトープ」が大きな特徴の1つである。校庭の隅の一角にある水辺だけでなく、学校敷地内の草原、畑、樹木、プールや、学校の西にある里山などすべてを含めて、大きな学校ビオトープとしている。また、当校は、全国学校・園庭ビオトープコンクール2015で環境大臣賞、2017で文部科学大臣賞、2019で国土交通大臣賞をそれぞれ受賞している。ビオトープでは30種類以上のトンボや、他にもメダカ、ドジョウ、両生類などの生き物、60種類以上の野草を観察できる。
プール開きの前の5月〜6月には全校生徒でヤゴ救出大作戦を行い、プールのヤゴは生徒が羽化の飼育・観察を行い、残りのヤゴは校庭のビオトープに放す。

## 交通アクセス
- とよたおいでんバス「見晴らしの丘」バス停より徒歩約1分。

名鉄三河線豊田市駅より【26系統】土橋・豊田東環状線「五ケ丘ニュータウン/三河豊田駅/土橋駅」行。
愛知環状鉄道線三河豊田駅より【26系統】土橋・豊田東環状線「豊田市駅」行。

## 周辺施設
- 豊田市立益富中学校
- 豊田市立五ケ丘小学校
- ベル豊田幼稚園
- 五ケ丘大和幼稚園
- 東海環状自動車道豊田松平IC